# Half Moon Bay, Kalifornien
Half Moon Bay är en stad (city) i San Mateo County, i delstaten Kalifornien, USA. Enligt United States Census Bureau har staden en folkmängd på 11 464 invånare (2011) och en landarea på 16,6 km².